# Bandera de Cerro Largo
La bandera del departamento de Cerro Largo es blanca y azul, y está basada en la bandera de los Insurgentes Orientales que flameó durante el primer sitio de Montevideo (1811), a cargo de las fuerzas orientales de José Artigas.

## Descripción
En esta bandera  un campo azul, sinónimo de confianza y seguridad, que representa el cielo y simboliza la virtud de la justicia, se extienden tres franjas blancas, pureza de intenciones, integridad, anhelo de paz y simboliza la virtud de la esperanza.
Fue propuesta por la maestra Cristina Cardozo en el año 2017 y fue aprobada por unanimidad por la Junta Departamental de Cerro Largo. Se izó por primera vez el 25 de agosto de 2018.
Esta bandera viene a sustituir a la anterior creada por el profesor Wilson Gómez décadas atrás. Este diseñador se rigió por la heráldica española, según la cual en el centro de la bandera debe permanecer el escudo local.
Con polémica se izó la nueva bandera de Cerro Largo el 3 de febrero de 2019, publicó en editorial el canal 12 de Melo. Durante el acto el intendente Botana dijo que: la bandera que estaba antes fue creada durante la dictadura uruguaya.
El nuevo pabellón arachán fue aprobado por la Junta Departamental el 14 de agosto de 2018.